# 赫拉夫斯特罗姆
赫拉夫斯特罗姆（荷蘭語：Graafstroom，法語：[ɣraːfˈstroːm] ⓘ）是荷兰南荷兰省的一个旧市镇。2004年人口9,697。面积69.32 km² (26.76 mile²) ，其中2.21 km² (0.85 mile²) 为水域。
2013年1月1日，赫拉夫斯特罗姆与市镇利斯费尔德和新莱克兰合并为新市镇莫伦瓦尔德，后者于2019年与市镇希森兰登合并为新市镇莫倫蘭登。